# Julian Gilbey
Julian Gilbey (Londra, 1º maggio 1979) è un regista, sceneggiatore e montatore britannico.

## Carriera
Gilbey inizia la carriera nel 2002 con l'horror low-budget Reckoning Day, per il quale lavora come attore, fotografo, montatore, addetto al trucco e ai costumi. Nel 2006 scrive, dirige e monta il crime drama Rollin' with the Nines, film che gli valse una nomination ai BAFTA come miglior esordio britannico da regista, sceneggiatore o produttore. Un anno dopo è regista per Rise of the Footsoldier, il maggior successo di Gilbey al botteghino.
Il fratello minore, Will Gilbey, è anch'egli regista e assistente. Nel 2011 hanno diretto e montato insieme il survival thriller A Lonely Place to Die, in cui Julian ha interpretato personalmente la controfigura dei protagonisti nelle scene d'azione in parete. Il film è stato in competizione al Trento Filmfestival 2012 e ha ottenuto riconoscimenti in Canada e al Chicago International Film Festival. Il suo ultimo thriller scritto e diretto in collaborazione col fratello è Plastic. Nel cast principale ritorna Ed Speleers, già protagonista nel precedente film A Lonely Place to Die.

## Stile
I film di Gilbey rientrano solitamente nei generi crime, action e noir, spesso giocati in un'atmosfera di paura e suspense dove talvolta si raggiungono momenti di alta violenza grafica. Dietro la sceneggiatura si nota spesso l'intento di mostrare la logica della mente criminale opposta ad altre menti criminali. I finali non facilmente prevedibili sono preceduti da una fase di particolare intensità d'azione.

## Curiosità
Il bisnonno di Gilbey era l'attore Nigel Bruce.

## Filmografia

### Cinema
- Reckoning Day (2002) – attore, fotografo, montatore, truccatore, costumista
- Rollin' with the Nines (2006) – scrittore, regista, montatore
- Rise of the Footsoldier (2007) – scrittore, regista, montatore
- Doghouse (2009) – montatore
- A Lonely Place to Die (2011) – scrittore, regista, produttore, controfigura
- Plastic (2014) – scrittore, regista
- The ABCs of Death 2 (2015) – segmento C, scrittore, regista, produttore

### Televisione
- X Company (2017) – episodi 3x05 e 3x06, regista

## Riconoscimenti
- British Academy of Film and Television Arts
  - 2007: Candidatura al miglior esordio britannico da regista, sceneggiatore o produttore per Rollin' with the Nines
- Chicago International Film Festival
  - 2011: Miglior film a A Lonely Place to Die
  - 2014: Candidatura al premio del pubblico per il miglior film a The ABCs of Death 2
- Raindance Film Festival
  - 2005: Migliore Film Britannico a Rollin' with the Nines
- Toronto After Dark Film Festival
  - 2011: Miglior film d'azione per A Lonely Place to Die
  - 2011: Premio del pubblico al miglior film thriller per A Lonely Place to Die